# The Dell
The Dell was een voetbalstadion in Southampton, Engeland. Vanaf de opening in 1898 werd het bespeeld door Southampton FC en had in eerste instantie een capaciteit van ongeveer 24.500 plaatsen. Door de jaren heen is het stadion meerdere keren aangepast, soms als gevolg van incidenten. Zo is in het seizoen 1928-29 de Oosttribune afgebrand door een gevallen sigaret en ontstond in 1940 een enorme krater in het strafschopgebied door een Duitse bom. Rond de millenniumwisseling, toen er al uitgebreid werd gesproken over een nieuw stadion, konden er nog 15.200 toeschouwers plaatsnemen. In augustus 2001 speelde Southampton FC zijn eerste wedstrijd in een nieuw stadion met een capaciteit van 32.000 toeschouwers, St. Mary's Stadium.